# Temporada de tufões no Pacífico de 1966
A temporada de tufões no Pacífico de 1966 foi uma temporada ativa, com muitos ciclones tropicais tendo impactos severos na China, Japão e Filipinas. Ao todo, foram 49 depressões tropicais declaradas oficial ou extraoficialmente, das quais 30 tornaram-se oficialmente nomes de tempestades; desses, 20 atingiram o status de tufão, enquanto 3 tornaram-se ainda mais supertufões por terem ventos de pelo menos 240 km/h (150 mph). Ao longo do ano, as tempestades foram responsáveis por pelo menos 997 fatalidades e $ 377,6 milhões em danos; no entanto, um registro completo de seus efeitos não está disponível.
É amplamente aceito que as estimativas de vento no Pacífico Norte Ocidental durante a era de reconhecimento antes de 1988 estão sujeitas a grandes erros. Em muitos casos, as intensidades foram superestimadas devido a uma combinação de tecnologia inadequada e uma menor compreensão da mecânica por trás dos ciclones tropicais em comparação com os dias atuais. Além disso, as metodologias para obter estimativas de vento mudaram ao longo das décadas e não são as mesmas de 1966. Uma reanálise conjunta de tufões de 1966 a 1987 foi conduzida pelo Instituto Cooperativo de Pesquisa na Atmosfera da Universidade Estadual do Colorado e pelo Laboratório de Pesquisa Naval dos Estados Unidos em 2006 para corrigir alguns desses erros. Muitas tempestades em 1966 receberam reduções de força como resultado deste estudo; no entanto, os resultados da pesquisa não foram implementados no banco de dados oficial. Notavelmente o número de grandes tufões, Categoria 3-equivalente ou superior na escala de vento do furacão Saffir-Simpson, foi reduzido de oito para seis, incluindo a remoção de uma categoria 5.
A bacia do Pacífico ocidental cobre o Oceano Pacífico, ao norte do equador e a oeste da Linha Internacional de Data. As tempestades que se formam a leste da linha de data e ao norte do equador são chamadas de furacões; veja a temporada de furacões de 1966 no Pacífico. Tempestades tropicais formadas em toda a bacia do Pacífico oeste receberam um nome do Joint Typhoon Warning Center (JTWC). A Agência Meteorológica do Japão (JMA) também monitorou os sistemas na bacia; no entanto, não foi reconhecido como Centro Meteorológico Especializado Regional até 1968. As depressões tropicais que entram ou se formam na área de responsabilidade das Filipinas recebem um nome da Administração de Serviços Atmosféricos, Geofísicos e Astronômicos das Filipinas (PAGASA), o que pode resultar na mesma tempestade com dois nomes; nestes casos, ambos os nomes das tempestades são dados abaixo, com o nome PAGASA entre parênteses.

## Sistemas

### Tufão Irma (Klaring)
O tufão Irma de 185 km/h (115 mph) atingiu o leste de Samar em 15 de maio. Enfraqueceu sobre a ilha, mas voltou a se intensificar rapidamente para tufão de 230 km/h (140 mph) no mar de Sibuyan antes de atingir Mindoro no dia 17. Depois de enfraquecer para uma tempestade tropical, Irma virou para o norte para atingir o oeste de Lução como um tufão de 153 km/h (95 mph) no dia 19. Acelerou para nordeste e tornou-se extratropical no dia 22. O remanescente extratropical correu para nordeste  antes de desacelerar abruptamente em 23 de maio bem a leste do Japão. Durante essa época, virou temporariamente para o norte enquanto se movia de forma irregular. Mais tarde, o sistema adquiriu uma faixa geral para o leste em 26 de maio e acelerou mais uma vez antes de se dissipar perto da Linha Internacional de Data em 29 de maio.

Danos graves ocorreram nas Filipinas, com Leyte sofrendo o impacto do impacto de Irma. Vinte pessoas perderam a vida em todo o país. Relatos preliminares indicaram que Tacloban incorreu em $ 2,5 milhões em danos. Uma explosão de gasolina perto de Manila que matou 12 pessoas e feridos 18 outros foram parcialmente atribuídos ao tufão. Em 17 de maio, o navio de 740 toneladas Pioneer Cebu navegou diretamente para a tempestade sobre o Mar das Visayas, na costa da Ilha de Malapascua, depois de ignorar os avisos para permanecer no porto. Carregando 262 pessoas, o navio atingiu um recife enquanto lutava contra o mar agitado no tufão. Os passageiros começaram a abandonar o navio que estava afundando logo em seguida, sob as ordens do capitão, enquanto a mensagem sobre o naufrágio do navio era transmitida pelo operador de rádio. Uma grande onda atingiu o navio de lado, virando-o e submergindo-o totalmente. Dos passageiros e tripulantes, 122 afundaram com o navio, incluindo o capitão Floro Yap, enquanto 140 conseguiram escapar. As operações de resgate duraram quase dois dias, com muitos dos sobreviventes presos em águas infestadas de tubarões por mais de 40 horas. Dos sobreviventes, 130 foram resgatados por um navio de resgate enquanto 10 outros foram encontrados em ilhas próximas. Apenas cinco corpos foram recuperados na área, enquanto o restante foi considerado perdido com o navio em uma área conhecida como "cemitério de navios". Um navio mercante, o Banca Alex, também afundou na costa de Cebu com 80 pessoas a bordo; 60 mais tarde foram resgatados enquanto 20 outros nunca foram encontrados.

### Tufão Judy (Deling)
O sul de Taiwan sofreu o impacto do Judy, com rajadas na região chegando a 120 km/h (75 mph). Os ventos fortes cortaram a eletricidade em todo o porto de Kaohsiung. A precipitação na ilha atingiu um pico de 291.2 mm (11.46 in). Um total de 18 pessoas perderam suas vidas enquanto 14 ficaram feridos em toda a ilha. mais de 1.000 casas sofreram danos, dos quais 363 casas foram destruídas. A safra de banana sofreu grandes danos no sul de Taiwan, com duas províncias relatando 70 por cento perdido. As perdas totais na safra chegaram a US$ 25 milhão. O dano total foi de NT$ 373,5 milhão. Enquanto sobrevoava  o Mar da China Meridional, uma aeronave da Marinha dos EUA com quatro tripulantes caiu na tempestade. Uma missão de busca e resgate de quatro dias não encontrou vestígios dos homens.

### Supertufão Kit (Emang)
A perturbação incipiente que se tornou o Supertufão Kit foi identificada pela primeira vez em 20 de junho perto do estado de Chuuk nos Estados Federados da Micronésia. O JMA designou esse sistema como uma depressão tropical naquele dia, pois o sistema se movia continuamente para o oeste. O JTWC seguiu o exemplo com esta classificação em 22 de junho após uma investigação por reconhecimento. No início do dia seguinte, a depressão adquiriu ventos fortes e foi apelidada de Kit de Tempestade Tropical. Virando para o noroeste, Kit desenvolveu um 35-55 km (20–35 mi) olho largo e alcançou o status de tufão no final de 23 de junho. A intensificação rápida ocorreu no final de 24 de junho e 25 de junho; A pressão central do kit caiu 51 mbar (hPa; 51 mbar (1.5 inHg)) em 18 horas de 965 mbar (hPa; 965 mbar (28.5 inHg)) a 914 mbar (hPa; 914 mbar (27.0 inHg)). Durante esse tempo, o olho de Kit contraiu para 13 to 17 km (8.1 to 10.6 mi). Às 06:00 UTC em 26 de junho, a JMA estimou que a pressão de Kit caiu abruptamente para 880 mbar (hPa; 880 mbar (26 inHg)), o que o classificaria entre os dez ciclones tropicais mais intensos já registrados. Nessa época, o JTWC estimou que Kit atingiu ventos de pico de 315 km/h (196 mph); no entanto, esses ventos são provavelmente sobre-estimados. Uma missão de reconhecimento posterior em 26 de junho relataram uma pressão de 912 mbar (hPa; 912 mbar (26.9 inHg)), o menor observado em relação ao tufão. O enfraquecimento ocorreu depois disso, à medida que o sistema acelerou para o norte-nordeste. Mantendo a força do tufão, Kit roçou o sudeste de Honshu, Japão, em 28 de junho, passando cerca de 155 km (96 mi) a leste de Tóquio. O sistema posteriormente enfraqueceu para uma tempestade tropical e fez a transição para um ciclone extratropical ao sul de Hokkaido em 29 de junho. A Administração Nacional Oceânica e Atmosférica relatou que os restos de Kit se dissiparam no dia seguinte perto do nordeste de Hokkaido. No entanto, o JMA afirma  que o sistema virou para o leste e acelerou sobre o norte do Pacífico antes de perder sua identidade em 3 de julho perto da Linha Internacional de Data.
Embora o centro de Kit permanecesse no mar, chuvas torrenciais e ventos devastadores causaram estragos no leste do Japão. Estima-se 510 to 760 mm (20 to 30 in) de chuva caiu em toda a região, provocando deslizamentos de terra e inundações mortais.  Mais de 128.000 casas foram afetadas pelas enchentes, das quais 433 desabou. Grandes trechos de estradas desmoronaram ou foram bloqueados por deslizamentos de terra. Além disso, o serviço ao longo da linha ferroviária de 480 km (300 mi) Tóquio-Osaka foi interrompida por 12 horas.  Águas até à cintura também fecharam o sistema de metrô de Tóquio, encalhando cerca de 2 milhões de pessoas.  Em todo o país, 64 pessoas perderam a vida enquanto outras 19 foram listados como desaparecidos. Após o tufão, 25 trabalhadores morreram envenenados por monóxido de carbono de um gerador portátil enquanto consertavam um túnel de irrigação danificado perto de Utsunomiya.

### Tempestade tropical Lola (Gading)
Uma depressão tropical se formou perto das Visayas orientais em 8 de julho e rastreado oeste-noroeste. Depois de cruzar Lução em 11 de julho, o sistema emergiu sobre o Mar da China Meridional e começou a se fortalecer. Atingindo intensidade de tempestade tropical em 12 de julho, Lola seguiu para noroeste em direção a Hong Kong. O sistema atingiu seu pico de intensidade no dia seguinte com ventos de 110 km/h (68 mph) e uma pressão de 992 mb (hPa; 29,30 inHg). Lola posteriormente atingiu a costa perto de Hong Kong, onde matou uma pessoa, antes de  se dissipar rapidamente sobre Guangzhou em 14 de julho.

### Tempestade tropical Phyllis
Phyllis teve efeitos menores durante a Guerra do Vietnã, limitando brevemente o número de bombardeios conduzidos pelos Estados Unidos devido ao mau tempo.

### Tufão Rita
Em 7 de agosto, o navio Almería Lykes navegou para Rita e relatou ventos máximos sustentados de 175 km/h (109 mph) e uma pressão mínima de 989,2 mb (hPa; 29,21 inHg). Apesar desta observação, Rita ainda é considerada uma tempestade tropical com ventos 110 km/h (68 mph) naquela época.

### Tufão Tess
O tufão Tess produziu chuvas tremendas em Taiwan, com Alishan recebendo 1,104.8 mm (43.50 in) de chuva, incluindo 719.9 mm (28.34 in) em apenas 18 horas. Em contraste com a magnitude da chuva, os danos foram bastante limitados e apenas uma pessoa morreu. As perdas totais atingiram NT$ 11,9 milhões com 19 casas destruídas e 9 outros danificados. Chuvas fortes também caíram na China continental, com várias províncias tendo vários dias de chuva; um pico diário de 224 mm (8.8 in) foi relatado no condado de Changting. Os rios rapidamente transbordaram e inundaram as áreas circundantes, causando danos generalizados. A extensão da inundação é refletida com mais de 51.000 hectares (127.000 acres) de plantações inundadas. O rio Ting atingiu a crista em 5.22 m (17.1 ft), que é 1.7 m (5.6 ft) acima do nível de inundação. Em todas as áreas afetadas, 81 pessoas perderam a vida e outras 117 ficaram feridos; 12 mais foram listados como desaparecidos. Um total de 1.384 casas foram destruídas e 8.351 dano sustentado.

### Tempestade tropical severa Susan (Oyang)
De acordo com o JTWC, Susan foi absorvida pelo próximo tufão Tess em 16 de agosto enquanto a leste de Taiwan. No entanto, o JMA indica que o sistema continuou para o norte como uma depressão tropical e finalmente se dissipou perto de Kyushu em 18 de agosto. Como tal, a Depressão Tropical Treze operacionalmente analisada, que supostamente se formou sobre o Mar da China Oriental em 17 de agosto, era na verdade uma continuação de Susan.

### Tufão Viola
Devido ao enfraquecimento antes do landfall, Viola causou apenas danos menores no Japão. No mar, três embarcações viraram em meio ao mar agitado.

### Supertufão Alice
O supertufão Alice se desenvolveu no Pacífico Ocidental a partir de uma onda tropical em 25 de agosto. Moveu-se para o norte, fez uma curva para o oeste e se fortaleceu continuamente até um pico de 150 mph. Alice continuou para o oeste, atingiu o leste da China em 3 de setembro e se dissipou no dia seguinte.
Em Okinawa, Alice matou uma pessoa e causou mais de US$ 10 milhões em danos. Ventos estimados em 175 km/h (109 mph) destruiu 150 casas e deixou 858 pessoas desabrigadas.  Norte de Okinawa, 13 barcos de pesca sul-coreanos afundaram em mar agitado; 12 pessoas pereceram enquanto 26 outros foram listados como desaparecidos.  O tufão Alice produziu uma tremenda tempestade na província de Fuquiém, na China, que causou danos generalizados. Referido como um "tsunami" na mídia local, o aumento teria varrido até 40 km (25 mi) para o interior e destruiu milhares de casas, deixando cerca de 40.000 pessoas desabrigadas. Rajadas de vento até 187 km/h (116 mph) também causaram desmatamento significativo na região, com 1,7 milhões de árvores caindo. As estatísticas de baixas são desconhecidas, embora sejam significativas.

### Supertufão Cora
O tufão Cora, que teve início em 30 de agosto, atingiu ventos máximos de 175 km/h em 5 de setembro. Passou perto de Okinawa, causando grandes danos à infraestrutura da ilha, mas sem perda de vidas. Cora continuou para o noroeste, atingiu o nordeste  da China como um supertufão no dia 7 e virou para o nordeste para se tornar extratropical perto da Coreia do Sul no dia 9.
Movendo-se lentamente pelo sul das ilhas Ryukyu, Cora atacou a região por mais de 30 horas. Miyako-jima sofreu o impacto do tufão; ventos sustentados na ilha atingiram 219 km/h (136 mph), enquanto as rajadas atingiram o pico de 307 km/h (191 mph). Isso colocou Cora como um evento de mais de 1 em 100 anos na região. Ventos de pelo menos 144 km/h (89 mph) açoitaram Miyako-jima por 13 horas contínuas. Das 11.060 casas em Miyako-jima, 1.943 foram destruídos e mais 3.249 severamente danificadas. A maioria deles eram estruturas de madeira cujas estruturas foram comprometidas quando seu telhado foi arrancado. As estruturas de aço também sofreram danos consideráveis, enquanto os edifícios de concreto armado se saíram melhor. Os efeitos resultantes renderam 6.000 moradores desabrigados. A escala dos danos variou em toda a ilha, com Ueno-mura sofrendo as perdas mais extensas. Das 821 da comunidade de casas, 90,1 por cento foi severamente danificado ou destruído. Uma estação de  radar da Força Aérea dos Estados Unidos foi destruída na ilha. Na vizinha Ilha de Ishigaki, onde as rajadas de vento chegaram a 162 km/h (101 mph), 71 casas foram destruídas enquanto outras 139 foram severamente danificados. As perdas totais de Cora na região chegaram a $ 30 milhão. Apesar da gravidade dos danos, nenhuma morte ocorreu e apenas cinco feridos foram relatados.
Rajadas de vento até 130 km/h (81 mph) causou danos notáveis em Taiwan, com 17 casas destruídas e 42 mais danificado. Uma ilha menor perto da tempestade relatou uma rajada de pico de 226 km/h (140 mph). As fortes chuvas foram geralmente confinadas às áreas do norte da ilha, chegando a 405 mm (15.9 in). Três pessoas foram mortas durante a passagem de Cora, enquanto outras dezessete ficaram feridas. Além disso, 5.000 pessoas foram evacuadas. Danos totalizaram NT $ 4,2 milhão. Atingindo a província de Fujian, na China, logo após o tufão Alice, Cora exacerbou os danos na região. Os danos à  propriedade foram extremos, com mais de 21.000 casas destruídas e cerca de 63.000 mais danos. Estima-se que 265.000 as pessoas foram severamente afetadas pela tempestade. Um total de 269 pessoas morreram durante a tempestade, enquanto outras 2.918 ficaram feridos; 52 pessoas também foram listadas como desaparecidas. Tremendas inundações ocorreram em decorrência das chuvas de Alice e Cora, danificando 190.000 hectares (469.000 acres) de colheitas que resultaram em uma perda de 195,000 kg (430,000 lb) na produção de alimentos.

### Tufão Elsie (Pitang)
O movimento lento de Elsie perto de Taiwan permitiu chuvas prolongadas em toda a ilha. Como resultado, vários condados viram chuvas recordes da tempestade, com seis totais de acumulação entre os dez primeiros ainda se mantendo até 2015. O condado de Yilan viu os maiores totais da tempestade com 1,076.9 mm (42.40 in) caindo; este é o maior total de tempestade  única no condado já registrado. Sete pessoas foram mortas em Taiwan, enquanto outras trinta ficaram feridas. Um total de 120 casas desabaram enquanto outras 121 com dano sustentado. A safra de banana sofreu grandes perdas, com danos chegando a $ 500.000. As perdas totais totalizaram NT$ 60,1 milhão.

### Tufão Ida
Em 21 de setembro, uma área de clima perturbado foi observada nas imagens do TIROS sobre o poço aberto do Pacífico a leste das Ilhas Marianas. Após investigação por aeronaves de reconhecimento, o sistema foi classificado como uma depressão tropical no dia seguinte, situado a cerca de 1,900 km (1,200 mi) sudoeste de Tóquio, Japão. A rápida intensificação logo ocorreu quando o sistema acelerou para o noroeste até 23 de setembro, Ida atingiu a intensidade do tufão enquanto o reconhecimento relatou a formação de 48 to 56 km (30 to 35 mi) olho elíptico. Virando-se para o norte, o sistema atingiu seu pico de intensidade no início de 24 de setembro como um Tufão equivalente categoria 3, com ventos de 185 km/h (115 mph). A aeronave  investigando a tempestade nessa época relatou uma pressão mínima de 961 mbar (hPa; 961 mbar (28.4 inHg) ); no entanto, o JMA lista a pressão mínima do sistema como 960 mb (hPa; 28,35 inHg). O tufão posteriormente atingiu a costa perto de Omaezaki, Shizuoka, por volta das 15:00 UTC nesta força. Uma prova da intensidade de Ida, ventos no topo do Monte Fuji com rajadas de 324 km/h (201 mph) durante a passagem da tempestade. Uma vez em terra, houve rápida degradação estrutural e enfraquecimento geral. Menos de 12 horas depois de atingir o Japão, Ida emergiu sobre o Oceano Pacífico perto da região de Tōhoku como uma tempestade tropical mal definida de 95 km/h (59 mph). A transição para um ciclone extratropical ocorreu logo depois, com o sistema se dissipando várias centenas de quilômetros a leste do Japão em 26 de setembro.

### Tufão Kathy
Em 6 de outubro, uma depressão tropical foi identificada perto do Atol de Kwajalein, nas Ilhas Marshall. Rastreando geralmente norte-nordeste, pouco desenvolvimento ocorreu nos dias seguintes. Em 9 de outubro, o sistema foi classificado como a tempestade tropical Kathy. Seu movimento posteriormente parou e o sistema executou um pequeno loop no sentido horário nos três dias seguintes. Kathy rapidamente se intensificou em um tufão no final de 9 de outubro, marcado pela formação de um olho limpo de 45 km (28 mi). O sistema atingiu um pico inicial com ventos de 150 km/h (93 mph) em 10 de outubro antes de enfraquecer ligeiramente. Virando para  o nordeste em 13 de outubro, Kathy começou a se intensificar e atingiu seu pico de força no dia seguinte com ventos de 185 km/h (115 mph) e uma pressão de 947 mbar (hPa; 947 mbar (28.0 inHg)).
Depois de manter seus ventos de pico por 30 horas, Kathy começou a se degradar. Uma virada temporária para leste-nordeste acompanhou esse enfraquecimento. O sistema atingiu seu pico secundário em 18 de outubro com ventos de 165 km/h (103 mph) sobre o Pacífico Norte aberto. Aproximando-se de 40°N, o ar frio começou a entrar na circulação do tufão em 19 de outubro. Transição para um ciclone extratropical ao sul das Ilhas Aleutas em 20 de outubro quando o sistema virou para o leste. Ventos com força de furacão e 30 ft (9.1 m) navios danificados pelo  mar na região naquele dia. Enfraquecendo com a força do vendaval, o ciclone remanescente mais tarde virou para o norte em 23 de outubro e se dirigiu para o oeste do Canadá. O sistema atingiu a costa perto da Ilha Queen Charlotte (agora conhecida como Haida Gwaii ), Colúmbia Britânica, em 24 de outubro e se dissipou por terra.

### Tempestade tropical severa Nancy (Uding)
Em 17 de novembro, o JMA começou a monitorar uma depressão tropical perto de Yap. Viajando para oeste-noroeste, o sistema se organizou de forma constante e atingiu a força da tempestade tropical em 19 de novembro. A intensificação da tempestade passou pela região de Bicol, nas Filipinas, naquele dia, antes de atingir Calabarzon em seu pico com ventos de 110 km/h (70 km/h). Chuvas torrenciais em Luzon causaram danos generalizados; 32 fatalidades e 14 milhão de PHP (US$ 3,6 milhões) em perdas resultantes de Nancy. Ao passar ao norte de Manila, o ciclone desacelerou e virou para o sudoeste antes de emergir sobre o  Mar da China Meridional em 21 de novembro. Um navio observou ventos de 95 km/h (59 mph) naquele dia ao norte do centro de Nancy. Movendo-se geralmente para o oeste, Nancy decaiu gradualmente nos cinco dias seguintes, degradando-se para uma depressão tropical em 25 de novembro e se dissipando no dia seguinte bem a leste do Vietnã do Sul.

### Tempestade tropical Olga (Wening)
Uma depressão tropical foi inicialmente identificada pela JMA a leste das Filipinas em 21 de novembro. Seguindo para o noroeste ao longo de um caminho semelhante a Nancy, o sistema atingiu a força da tempestade tropical em 23 de novembro a 560 km (350 mi) leste de Manila. No dia seguinte, Olga roçou a ponta norte de Lução com ventos de pico de 85 km/h (53 mph) antes de virar para o oeste e passar pelo Mar da China Meridional. A interação subsequente com um vale de monção fez com que Olga enfraquecesse e finalmente se dissipasse em 25 de novembro.

### Tufão Pamela (Aning)
Em 24 de dezembro, uma depressão tropical se desenvolveu a leste de Palau. As imagens do TIROS ajudaram a localizar o sistema no dia de Natal, enquanto seguia para oeste-noroeste em direção às Filipinas. Estima-se que tenha se tornado uma tempestade tropical naquele dia enquanto estava localizada a 350 km (220 mi) leste de Samar. Pamela se desenvolveu rapidamente logo depois disso, com a primeira missão de reconhecimento no início de 26 de dezembro relatando ter alcançado o status de tufão com uma pressão de 977 mb (hPa; 28,85 inHg). Um olho de 25–35 km (16–22 mi) de largura formou-se nessa época. O tufão atingiu o norte de Samar pouco depois das 06:00 UTC com ventos de 165 km/h (103 mph). Pamela foi responsável  por grandes danos no centro das Filipinas com 30 pessoas perdendo suas vidas, a maioria das quais eram pescadores.  As avaliações iniciais foram difíceis devido à perda de comunicação com as quatro províncias mais atingidas.  Os danos foram estimados em 15 milhões de PHP (US$ 6 milhão). A interação com a terra enfraqueceu o sistema à medida que se movia para o oeste. Pamela fez dois desembarques adicionais com a força do tufão sobre Masbate e Mindoro antes de emergir sobre o Mar da China Meridional como uma tempestade tropical. O ciclone enfraqueceu abaixo da força do vendaval no início de 31 de dezembro e se dissipou mais tarde naquele dia a oeste do Vietnã do Sul.

### Outros sistemas
Além dos 30 tempestades nomeadas monitoradas pelo JTWC ao longo do ano, 8 sistemas foram avisados que nunca atingiram a força do vendaval. Além disso, 11 outros ciclones foram alertados por várias agências em todo o leste da Ásia, alguns dos quais foram estimados como tendo atingido a força da tempestade tropical. Além disso, existe discordância sobre a intensidade dessas tempestades entre os centros de alerta. A tabela abaixo lista a intensidade máxima relatada por qualquer agência para fins de integridade. No entanto, quaisquer tempestades tropicais listadas aqui não são consideradas oficiais e, portanto, são excluídas do total da temporada.
| Agency/Agencies | Nome da tempestade     | Data ativo                   | Classificação pico  | Velocidade ventos sustentados | pressão                    | Refs                          |
| --- | ---------------------- | ---------------------------- | ------------------- | ----------------------------- | -------------------------- | ----------------------------- |
| PAGASA | Bising                 | 4–5 de maio                  | Depressão tropical  | N/A                           | N/A                        | [ 64 ]                        |
| PAGASA | Heling                 | 15–16 de julho               | Depressão tropical  | N/A                           | N/A                        | [ 64 ]                        |
| CMA, PAGASA | Miding                 | 20–23 de julho               | Depressão tropical  | 45 km/h (30 mph)              | 1002 mbar (hPa; 29.6 inHg) | [ 64 ] [ 65 ]                 |
| CMA, PAGASA | Norming                | 20–30 de julho               | Depressão tropical  | 55 km/h (35 mph)              | 1000 mbar (hPa; 30 inHg)   | [ 64 ] [ 66 ]                 |
| CMA, JMA | Sem nome               | 2–6 de agosto                | Tempestade tropical | 95 km/h (60 mph)              | 996 mbar (hPa; 29.4 inHg)  | [ 67 ]                        |
| CMA, JTWC | Dezanove               | 31 de agosto–2 de setembro   | Depressão tropical  | 55 km/h (35 mph)              | 1001 mbar (hPa; 29.6 inHg) | [ 27 ] [ 36 ] [ 68 ]          |
| CMA, HKO, JMA, JTWC | Vinte                  | 31 de agosto – 9 de setembro | Depressão tropical  | 55 km/h (35 mph)              | 998 mbar (hPa; 29.5 inHg)  | [ nb 1 ] [ 27 ] [ 36 ] [ 69 ] |
| CMA | Sem nome               | 10–14 de setembro            | Depressão tropical  | 55 km/h (35 mph)              | 1000 mbar (hPa; 30 inHg)   | [ 70 ]                        |
| JTWC | Vinte e dois           | 10–12 de setembro            | Depressão tropical  | 55 km/h (35 mph)              | 1004 mbar (hPa; 29.6 inHg) | [ 27 ] [ 36 ] [ 71 ]          |
| CMA, JMA | Sem nome               | 20–25 de setembro            | Tempestade tropical | 110 km/h (70 mph)             | 990 mbar (hPa; 29 inHg)    | [ 72 ]                        |
| CMA, JMA | Sem nome               | 29 de setembro–4 de outubro  | Tempestade tropical | 95 km/h (60 mph)              | 1004 mbar (hPa; 29.6 inHg) | [ 73 ]                        |
| JTWC, PAGASA | Trinta (Sening)        | 9–11 de outubro              | Depressão tropical  | 55 km/h (35 mph)              | 998 mbar (hPa; 29.5 inHg)  | [ 27 ] [ 36 ] [ 64 ] [ 74 ]   |
| CMA, HKO | Sem nome               | 20–23 de outubro             | Depressão tropical  | 55 km/h (35 mph)              | 1002 mbar (hPa; 29.6 inHg) | [ 75 ]                        |
| JTWC | Trinta e um            | 21–25 de outubro             | Depressão tropical  | 45 km/h (30 mph)              | 1001 mbar (hPa; 29.6 inHg) | [ 27 ] [ 36 ] [ 76 ]          |
| CMA, HKO, JMA, JTWC | Trinta e quatro        | 28 de outubro–3 de novembro  | Depressão tropical  | 55 km/h (35 mph)              | 995 mbar (hPa; 29.4 inHg)  | [ nb 2 ] [ 27 ] [ 36 ] [ 77 ] |
| CMA | Sem nome               | 9–12 de novembro             | Depressão tropical  | 45 km/h (30 mph)              | 1004 mbar (hPa; 29.6 inHg) | [ 78 ]                        |
| JTWC | Trinta e cinco         | 11–12 de novembro            | Depressão tropical  | 45 km/h (30 mph)              | 1005 mbar (hPa; 29.7 inHg) | [ 27 ] [ 36 ] [ 79 ]          |
| CMA | Sem nome               | 27 de novembro–1 de dezembro | Depressão tropical  | 55 km/h (35 mph)              | 1004 mbar (hPa; 29.6 inHg) | [ 80 ]                        |
| CMA, JTWC, PAGASA | Trinta e oito (Yoling) | 15–19 de dezembro            | Depressão tropical  | 55 km/h (35 mph)              | 999 mbar (hPa; 29.5 inHg)  | [ 27 ] [ 36 ] [ 64 ] [ 81 ]   |
| CMA: China Meteorological Agency HKO: Hong Kong Observatory JMA: Japan Meteorological Agency JTWC: Joint Typhoon Warning Center PAGASA: Philippine Atmospheric, Geophysical and Astronomical Services Administration |                        |                              |                     |                               |                            |                               |

## Efeitos sazonais
Esta é uma tabela de todas as tempestades que se formaram na temporada de tufões de 1966 no Pacífico. Inclui seus nomes, duração, ventos máximos sustentados em um minuto, pressão barométrica mínima, áreas afetadas, danos e totais de mortes. Danos e mortes incluem totais enquanto a tempestade era extratropical, uma onda ou uma baixa, e todos os números de danos estão em 1966 USD. Os nomes listados entre parênteses foram atribuídos pela PAGASA.
| Nome                   | Datas ativo                     | Classificação máxima   | Velocidade de vento sustentados | Pressão                    | Áreas afetadas                                     | Danos (USD)   | Fatalidades | Refs                                        |
| ---------------------- | ------------------------------- | ---------------------- | ------------------------------- | -------------------------- | -------------------------------------------------- | ------------- | ----------- | ------------------------------------------- |
| Hester (Atang)         | 3–15 de abril                   | Categoria 2 tufão      | 155 km/h (95 mph)               | 979 mbar (hPa; 28.9 inHg)  | Nenhum                                             | Nenhum        | Nenhum      | [ 27 ] [ 64 ]                               |
| Irma (Klaring)         | 10–22 de maio                   | Categoria 4 tufão      | 220 km/h (135 mph)              | 970 mbar (hPa; 29 inHg)    | Filipinas                                          | $2 500 000    | 174         | [ 5 ] [ 6 ] [ 7 ] [ 8 ] [ 9 ] [ 27 ] [ 64 ] |
| Judy (Deling)          | 21–31 de maio                   | Categoria 2 tufão      | 155 km/h (95 mph)               | 970 mbar (hPa; 29 inHg)    | Taiwan                                             | $25 000 000   | 22          | [ 12 ] [ 13 ] [ 27 ] [ 64 ]                 |
| Kit (Emang)            | 20–29 de junho                  | Categoria 5 supertufão | 315 km/h (195 mph)              | 912 mbar (hPa; 26.9 inHg)  | Japão                                              | N/A           | 89–108      | [ 21 ] [ 24 ] [ 27 ] [ 64 ]                 |
| Lola (Gading)          | 8–14 de julho                   | Tempestade tropical    | 110 km/h (70 mph)               | 992 mbar (hPa; 29.3 inHg)  | Filipinas, China, Hong Kong                        | N/A           | 1           | [ 27 ] [ 28 ] [ 64 ]                        |
| Mamie (Iliang)         | 14–18 de julho                  | Categoria 2 tufão      | 155 km/h (95 mph)               | 987 mbar (hPa; 29.1 inHg)  | China                                              | N/A           | N/A         | [ 27 ] [ 64 ]                               |
| Nina                   | 15–19 de julho                  | Categoria 1 tufão      | 120 km/h (75 mph)               | 995 mbar (hPa; 29.4 inHg)  | Nenhum                                             | Nenhum        | Nenhum      | [ 27 ]                                      |
| Ora (Loleng)           | 22–28 de julho                  | Categoria 2 tufão      | 155 km/h (95 mph)               | 977 mbar (hPa; 28.9 inHg)  | China, Vietname                                    | N/A           | N/A         | [ 27 ] [ 64 ]                               |
| Phyllis                | 29 de julho– 3 de agosto        | Tempestade tropical    | 85 km/h (55 mph)                | 991 mbar (hPa; 29.3 inHg)  | Vietname                                           | N/A           | N/A         | [ 27 ]                                      |
| Rita                   | 1–12 de agosto                  | Categoria 1 tufão      | 150 km/h (95 mph)               | 977 mbar (hPa; 28.9 inHg)  | Nenhum                                             | Nenhum        | Nenhum      | [ 27 ]                                      |
| Tess                   | 10–20 de agosto                 | Categoria 2 tufão      | 165 km/h (105 mph)              | 972 mbar (hPa; 28.7 inHg)  | Ilhas Ryukyu, Taiwan, China                        | N/A           | 82–94       | [ 12 ] [ 27 ] [ 34 ]                        |
| Susan (Oyang)          | 12–18 de agosto                 | Categoria 1 tufão      | 150 km/h (95 mph)               | 978 mbar (hPa; 28.9 inHg)  | Nenhum                                             | Nenhum        | Nenhum      | [ 27 ] [ 64 ]                               |
| Viola                  | 18 de agosto–22                 | Categoria 2 tufão      | 165 km/h (105 mph)              | 975 mbar (hPa; 28.8 inHg)  | Japão                                              | N/A           | N/A         | [ 27 ]                                      |
| Winnie                 | 18–25 de agosto                 | Tempestade tropical    | 110 km/h (70 mph)               | 971 mbar (hPa; 28.7 inHg)  | Japão, Península da Coreia, China, União Soviética | N/A           | N/A         | [ 27 ]                                      |
| Betty                  | 21–31 de agosto                 | Tempestade tropical    | 110 km/h (70 mph)               | 986 mbar (hPa; 29.1 inHg)  | Japão, Península da Coreia                         | N/A           | N/A         |                                             |
| Alice                  | 24 de agosto–4 de setembro      | Categoria 4 supertufão | 240 km/h (150 mph)              | 937 mbar (hPa; 27.7 inHg)  | Ilhas Ryukyu, China                                | $10 000 000   | 13–39       | [ 27 ] [ 39 ] [ 40 ]                        |
| Cora                   | 28 de agosto–7 de setembro      | Categoria 5 supertufão | 280 km/h (175 mph)              | 917 mbar (hPa; 27.1 inHg)  | Ilhas Ryukyu, Taiwan, China, Península da Coreia   | $30 000 000   | 272–324     | [ 12 ] [ 27 ] [ 34 ] [ 41 ]                 |
| Dezanove               | 31 de agosto–2 de setembro      | Depressão tropical     | 55 km/h (35 mph)                | 1000 mbar (hPa; 30 inHg)   | Nenhum                                             | Nenhum        | Nenhum      | [ 27 ] [ 36 ] [ 68 ]                        |
| Vinte                  | 31 de agosto–9 de setembro      | Depressão tropical     | 55 km/h (35 mph)                | 998 mbar (hPa; 29.5 inHg)  | Nenhum                                             | Nenhum        | Nenhum      | [ 27 ] [ 36 ] [ 69 ]                        |
| Doris                  | 4–10 de setembro                | Tempestade tropical    | 95 km/h (60 mph)                | 979 mbar (hPa; 28.9 inHg)  | Japão                                              | N/A           | N/A         | [ 27 ]                                      |
| Elsie (Pitang)         | 8–17 de setembro                | Categoria 4 tufão      | 215 km/h (135 mph)              | 943 mbar (hPa; 27.8 inHg)  | Taiwan, Ilhas Ryukyu                               | $500 000      | 7           | [ 12 ] [ 27 ] [ 47 ] [ 64 ]                 |
| Flossie                | 9–18 de setembro                | Categoria 1 tufão      | 140 km/h (85 mph)               | 963 mbar (hPa; 28.4 inHg)  | Nenhum                                             | Nenhum        | Nenhum      | [ 27 ]                                      |
| Vinte e dois           | 10–12 de setembro               | Depressão tropical     | 55 km/h (35 mph)                | 1004 mbar (hPa; 29.6 inHg) | Nenhum                                             | Nenhum        | Nenhum      | [ 27 ] [ 36 ] [ 71 ]                        |
| Grace                  | 13–17 de setembro               | Tempestade tropical    | 110 km/h (70 mph)               | 972 mbar (hPa; 28.7 inHg)  | Nenhum                                             | Nenhum        | Nenhum      | [ 27 ]                                      |
| Helen (Ruping)         | 16–25 de setembro               | Tempestade tropical    | 110 km/h (70 mph)               | 982 mbar (hPa; 29.0 inHg)  | Japão                                              | N/A           | N/A         | [ nb 3 ] [ 27 ] [ 64 ]                      |
| June                   | 18–29 de setembro               | Categoria 2 tufão      | 175 km/h (110 mph)              | 962 mbar (hPa; 28.4 inHg)  | Nenhum                                             | Nenhum        | Nenhum      | [ 27 ]                                      |
| Ida                    | 22–25 de setembro               | Categoria 3 tufão      | 185 km/h (115 mph)              | 961 mbar (hPa; 28.4 inHg)  | Japão                                              | $300 000 000  | 275–318     | [ 27 ] [ 49 ] [ 82 ]                        |
| Kathy                  | 6–20 de outubro                 | Categoria 3 tufão      | 185 km/h (115 mph)              | 947 mbar (hPa; 28.0 inHg)  | Nenhum                                             | Nenhum        | Nenhum      | [ 27 ]                                      |
| Thirty (Sening)        | 9–12 de outubro                 | Depressão tropical     | 55 km/h (35 mph)                | 998 mbar (hPa; 29.5 inHg)  | Nenhum                                             | Nenhum        | Nenhum      | [ 27 ] [ 36 ] [ 64 ] [ 74 ]                 |
| 31                     | 21–25 de outubro                | Depressão tropical     | 45 km/h (30 mph)                | 1001 mbar (hPa; 29.6 inHg) | Nenhum                                             | Nenhum        | Nenhum      | [ 27 ] [ 36 ] [ 76 ]                        |
| Lorna (Titang)         | 26 de outubro–4 de novembro     | Tempestade tropical    | 110 km/h (70 mph)               | 990 mbar (hPa; 29 inHg)    | Filipinas                                          | N/A           | N/A         | [ 64 ]                                      |
| 34                     | 28 de outubro–3 de novembro     | Depressão tropical     | 55 km/h (35 mph)                | 995 mbar (hPa; 29.4 inHg)  | Nenhum                                             | Nenhum        | Nenhum      | [ 27 ] [ 36 ] [ 77 ]                        |
| Marie                  | 29 de outubro–4 de novembro     | Categoria 3 tufão      | 185 km/h (115 mph)              | 946 mbar (hPa; 27.9 inHg)  | Nenhum                                             | Nenhum        | Nenhum      | [ 27 ]                                      |
| Trinta e cinco         | 11–12 de novembro               | Depressão tropical     | 45 km/h (30 mph)                | 1005 mbar (hPa; 29.7 inHg) | Vietname                                           | Nenhum        | Nenhum      | [ 27 ] [ 36 ] [ 79 ]                        |
| Nancy (Uding)          | 17–26 de novembro               | Tempestade tropical    | 110 km/h (70 mph)               | 976 mbar (hPa; 28.8 inHg)  | Filipinas                                          | $3 600 000    | 32          | [ 27 ] [ 58 ] [ 64 ]                        |
| Olga (Wening)          | 21–25 de novembro               | Tempestade tropical    | 85 km/h (55 mph)                | 993 mbar (hPa; 29.3 inHg)  | Filipinas                                          | N/A           | N/A         | [ 27 ] [ 64 ]                               |
| Trinta e oito (Yoling) | 15–19 de novembro               | Depressão tropical     | 55 km/h (35 mph)                | 999 mbar (hPa; 29.5 inHg)  | Filipinas                                          | Nenhum        | Nenhum      | [ 27 ] [ 36 ] [ 64 ] [ 81 ]                 |
| Pamela (Aning)         | 24–31 de dezembro               | Categoria 2 tufão      | 165 km/h (105 mph)              | 967 mbar (hPa; 28.6 inHg)  | Filipinas                                          | $6 000 000    | 30          | [ 27 ] [ 58 ] [ 62 ] [ 64 ]                 |
| Totais da temporada    |                                 |                        |                                 |                            |                                                    |               |             |                                             |
| 38 sistemas            | 6 de Abril–31 de dezembro, 1966 |                        | 315 km/h (195 mph)              | 912 mbar (hPa; 26.9 inHg)  |                                                    | >$377 600 000 | 997–1.146   |                                             |